# Chino Julio
Julio González (Iichipa'a, La Guajira, Colombia; 2 de agosto de 1900 - Maracaibo, estado Zulia, Venezuela, 15 de enero de 1973) conocido por su apodo Chino Julio, fue un líder social, activista y mediador wayúu del clan Uriana. Fundador de los barrios: Las tarabas, Chino Julio y Ziruma en la ciudad de Maracaibo. Perteneció al Partido Comunista de Venezuela (PCV).

## Antecedentes
Chino Julio González fue originario del caserío Iichipa'a en la alta Guajira colombiana, descendiente del clan Uriana. Fue desplazado de su territorio entre los años 1920 y su familia decidió migrar hacía la ciudad de Maracaibo siendo él apenas un niño. Ya instalado en la ciudad, creció siendo testigo de las desigualdades sociales generadas a partir de la convivencia de diferentes particularidades culturales que cohabitan en la ciudad de Maracaibo; ya que entre los grupos más marginados estaban los wayuu, quienes eran invisibles ante las políticas públicas del gobierno del Zulia. Estudió en una escuela de Maracaibo durante sus años de niñez, educación que abandono por los constantes señalamientos de sus compañeros no wayuu. Posteriormente decidió irse hacía el oriente de Venezuela a trabajar. Para luego retornar hacía el Zulia.
Durante su juventud decidió participar y militar en el partido comunista de Venezuela (PCV), lo cual le ayudó a concretar un perfil de líder social para la comunidad wayuu que habita en la ciudad de Maracaibo. Durante esa incursión en la política, fue enviado a España a un proceso de formación político por parte de la RRSS; sin embargo retornaría a Maracaibo a raíz de diversos hechos sucedidos en dicho país. Entre 1940 y 1945, al instalarse en la ciudad de Maracaibo, comenzaría a impulsar su proyecto comunitario con la fundación de sectores como las Tarabas, las Corubas y Ziruma, hecho que marcó el principio de un reconocimiento mutuo entre la sociedad criolla y las comunidades indígenas en entornos urbanos, ya que dichos sectores fueron los primeros asentamientos reconocidos por la municipalidad para ser habitados por indígenas.
Impulso e institucionalizó la conmemoración del 12 de octubre como fecha importante en la memoria cultural y colectiva de las comunidades indígenas; fecha que se conoció en un principio como día de la raza, denominación que posteriormente cambiaría el expresidente venezolano Hugo Chávez al considerarla peyorativa y discriminatoria, ahora se le denomina como día de la resistencia indígena en Venezuela.
Chino Julio padeció de demencia senil como consecuencia de su dependencia al alcohol y al tabaco. Posteriormente adquiere tuberculosis, enfermedad que finalmente acabaría con su vida el 15 de enero de 1973 en el Hospital General del Sur en Maracaibo.

## Trayectoria
Chino Julio es recordado por la comunidad wayúu y la población de Maracaibo y Venezuela como el primer indígena zuliano en participar en la militancia del partido comunista venezolano. Es recordado también por dirigir sus luchas sociales hacía la reivindicación de los pueblos indígenas en un periodo inestable en el que los calificativos despectivos y discriminatorios eran fuertes en las grandes ciudades venezolanas.
Su nombre es referencia actualmente a raíz de sus acciones y hechos materializados en políticas y obras en favor de su comunidad wayúu. Una de sus luchas más sonadas es la de mediar con las instituciones públicas, un mejor trato y condiciones de vida para los habitantes indígenas de Maracaibo. Entre esas luchas está la de obtener el terreno en donde se fundó el barrio Ziruma, el cual fue negado y desalojado anteriormente por la municipalidad al no reconocer que era habitado por comunidades wayúu que llegaban de la alta Guajira. Dicha lucha la llevó a cabo junto a otros líderes wayúu de la época como: José de los Santos Montiel, Ana Isolina González, Ana de Bohórquez, Isabel González, Josefina González, Zenobia Fernández y otros.

### Los wayúu en la política
Chino Julio es considerado uno de los precursores para la participación de los wayúu en la política nacional venezolana y zuliana. Ya que fue uno de los primeros en dirigir y generar estrategias de unificación y uso de la política pública a favor de las necesidades colectivas del pueblo wayúu. También fue influenciado por los ideales del partido comunista venezolano para trabajar en favor de cooperaciones comunitarias.
Su participación en la política nacional marcó el inicio y el surgimiento de un nutrido grupo de líderes y lideresas que han trabajado en los diferentes ámbitos e instituciones gubernamentales en la Venezuela actual. Situación que refleja el carácter adaptativo de la comunidad wayúu para surgir ante nuevas formas de relacionarse, sin perder el vínculo con las particularidades culturales propias de dicha población indígena.